# Monte Waddington
O monte Waddington é a mais alta montanha da cordilheira das Montanhas Costeiras situada na Colúmbia Britânica, sudoeste do Canadá. Tem 4019 m de altitude e 3289 m de proeminência topográfica, o que a torna a 63.ª montanha mais proeminente do mundo.
Embora o monte Fairweather e o monte Quincy Adams, que se situam na fronteira entre Alasca e Colúmbia Britânica tenham maior altitude, o monte Waddington é o monte mais alto situado inteiramente na Colúmbia Britânica. O monte a subcordilheira com o mesmo nome, a cordilheira Waddington, estão no centro das cordilheiras do Pacífico, uma subcordilheira das Montanhas Costeiras muito remota e de acesso extremamente difícil.